# Redlino
Redlino (niem. Redlin) – wieś sołecka w Polsce położona w województwie zachodniopomorskim, w powiecie białogardzkim, w gminie Białogard. 
W skład sołectwa wchodzi osada Trzebiele
Wieś leży około 8 km na północny zachód od Białogardu, między Karlinem a Białogardem, przy drodze wojewódzkiej nr 163.

## Historia
W roku 1484 właścicielami wsi była rodzina Bonin, od roku 1695 rodzina Molzahn a od 1726 roku wieś należała do rodziny Hardt. W 1856 r. powstała szkoła, miejscowość liczyła 404 mieszkańców, w 1939 r. liczba mieszkańców spadła do 383.
W latach 1954-1957 wieś była siedzibą gromady Redlino, po jej zniesieniu w gromadzie Białogard. W latach 1975–1998 wieś należała do województwa koszalińskiego. W roku 2007 wieś liczyła 288 mieszkańców.

## Zabytki i ciekawe miejsca
Budynki mieszkalne o konstrukcji ryglowej (zagroda nr 7, nr 8), budynek inwentarski (zagroda nr 19), stodoła o konstrukcji szachulcowej zbudowana w 1786 roku - jest najstarszym obiektem zabudowy zagrodowej w powiecie. 
Nieczynny cmentarz ewangelicki o powierzchni 0,90 ha z zabytkowym układem przestrzennym, aleją 36 lip drobnolistnych o obwodzie 108 - 238 cm jako pomnik przyrody, cis w runie rośnie bluszcz, konwalia majowa, barwinek, śnieżyczka przebiśnieg.

## Przyroda
700 m od miejscowości znajduje się aleja 70 lip drobnolistnych o obwodzie 150 - 250 cm i wys. 25 - 35 m.

## Gospodarka
W Redlinie mieści się jeden z największych pracodawców w gminie - zakład drogowo-transportowy. Jest także prowadzona stacja demontażu pojazdów, która co roku organizuje szkolenia dla strażaków OSP z okolicznych miejscowości.
Znajduje się ujęcie wody, które zaopatruje w wodę Lulewice, Lulewiczki, Żelimuchę i Karlino.
Miejscowość jest przyłączona do sieci gazowej.

## Turystyka
We wsi jest stadnina koni oferująca możliwość nauki jazdy konnej. 

## Kultura i sport
W miejscowości jest boisko sportowe.